# Pokerfjæs
Pokerfjæs er en tv-serie, der kørte i 2011 på TV2 Zulu, med i alt 10 episoder.
Den handlede om 8 personer der fik sponsoreret en tur til Las Vegas, hvor de skulle spille med i WPT (World Poker Tour). De 8 personer er henholdsvis ; Dejan Čukić, Thomas Bo Larsen, Joachim B. Olsen, Dan Rachlin, Robert Hansen, Claus Bek Nielsen, Christoffer Egemo og Mads Mikkelsen.
Meget af handlingen har som omdrejningspunkt, at Mads Mikkelsen bliver nødt til at takke nej til tilbuddet, da han får tilbudt en rolle i  2011-fimatiseringen af De tre musketerer, hvilket Dejan Čukić ikke tør fortælle sponsoren af turen, da han flere gange har påpeget at den primære grund til, at han vil støtte projektet økonomisk er på betingelse af, at Mads Mikkelsen er med og deltager.
Inde i serien følger man Dejan Čukićs oplevelser, da den er opbygget som om han laver en dokumentar optagelse inde i serien af ham og hans venners oplevelser i Las Vegas, og senere hvor han prøver at sælge disse optagelser til forskellige personer. 
Serien har indtil for nyligt ligget tilgængelig på tv2play 